# Yacoraite
Yacoraite es una localidad argentina en el departamento Tilcara de la Provincia de Jujuy. Se encuentra 2 km al oeste de la Ruta Nacional 9, y 8 km al norte de Huacalera, de la cual depende administrativamente; está sobre el valle del río Yacoraite que desemboca sobre el río Grande de Jujuy.
En 2011 fue censada como parte de Colonia San José.
En 2012 parte de la población se trasladó a nuevas zonas de cultivo ante la pérdida de las anteriores por las crecidas estivales. En 2011 se planteó una nueva obra de riego y toma de agua sobre el río Yacoraite para abastecer la zona, ante los problemas ocasionados por las mencionadas crecientes.